# Литинская, Марта Ивановна
Марта Ивановна Литинская (урождённая Шуль; 25 марта 1949, Львов, Украинская ССР, СССР) — советская и украинская шахматистка, гроссмейстер среди женщин (1976). Заслуженный мастер спорта СССР (1990). Математик, окончила Львовский университет.

## Биография
Неоднократная победительница чемпионатов Украины (1967 и 1977) и первенств ВС СССР (1974—1976). Успешно выступила в ряде чемпионатов СССР (1971—1987): 1971 — 2-е, 1972 — 1-е, 1973/1974 и 1974 — 2-е, 1980/1981 — 3—4-е, 1982 и 1985 — 2-е места.
Участница соревнований на первенство мира (с 1972):
- зональные турниры ФИДЕ — 1972 — 1-е, 1978 — 2-е, 1985 — 1-е;
- межзональный турниры — остров Менорка (1973) — 2—5-е, Тбилиси (1976) — 4—5-е, Аликанте (1979) — 4-е, Бад-Киссинген (1982) — 6-е, Железноводск (1985) и Смедеревска-Паланка (1987) — 1-е;
- матчи претенденток — 1/2 финала 1974 с Н. Александрией — 2½ : 5½ (+2 −5 =1); 1/4 финала 1980 с Т. Лемачко — 5½ : 2½ (+4 −1 =3); 1/2 финала 1980 с Н. Александрией — 5 : 7 (+3 −5 =4);
- турниры претенденток — Мальмё (1986) — 3-е, Цхалтубо (1987) — 3—4-е места.

Лучшие результаты в других международных соревнованиях: Будапешт (1975) — 1-е, 1979 и 1985 — 1—2-е и 1-е; Бад-Киссинген (1977) — 1-е; Люблин (1978) — 1—2-е; Йер (1981, 1983 и 1985) — 1-е, 1-е и 2-е; Дечин (1986) — 1-е; Белград (1987) — 1-2-е; Алма-Ата (1987) — 1-е; Афины (1987) — 2-е места. В составе сборной команды СССР победительница 1-й олимпиады ИКЧФ (1979—1983).
Игру Литинской отличают тонкое позиционное чутьё, умение вести сложную стратегическую борьбу и находить скрытые тактические возможности.
| Графики недоступны из-за технических проблем. См. информацию на Фабрикаторе и на mediawiki.org. |